# Джавадов, Джалил Мамедали оглы
Джалил Мамедали оглы Джавадов (1 августа 1918 (по некоторым источникам 1916 год), село Фатмаи, Бакинский уезд, АДР — 6 февраля 1980, Баку, Азербайджанская ССР) — советский военачальник азербайджанского происхождения, контр-адмирал (1968).

## Биография

### Ранние годы

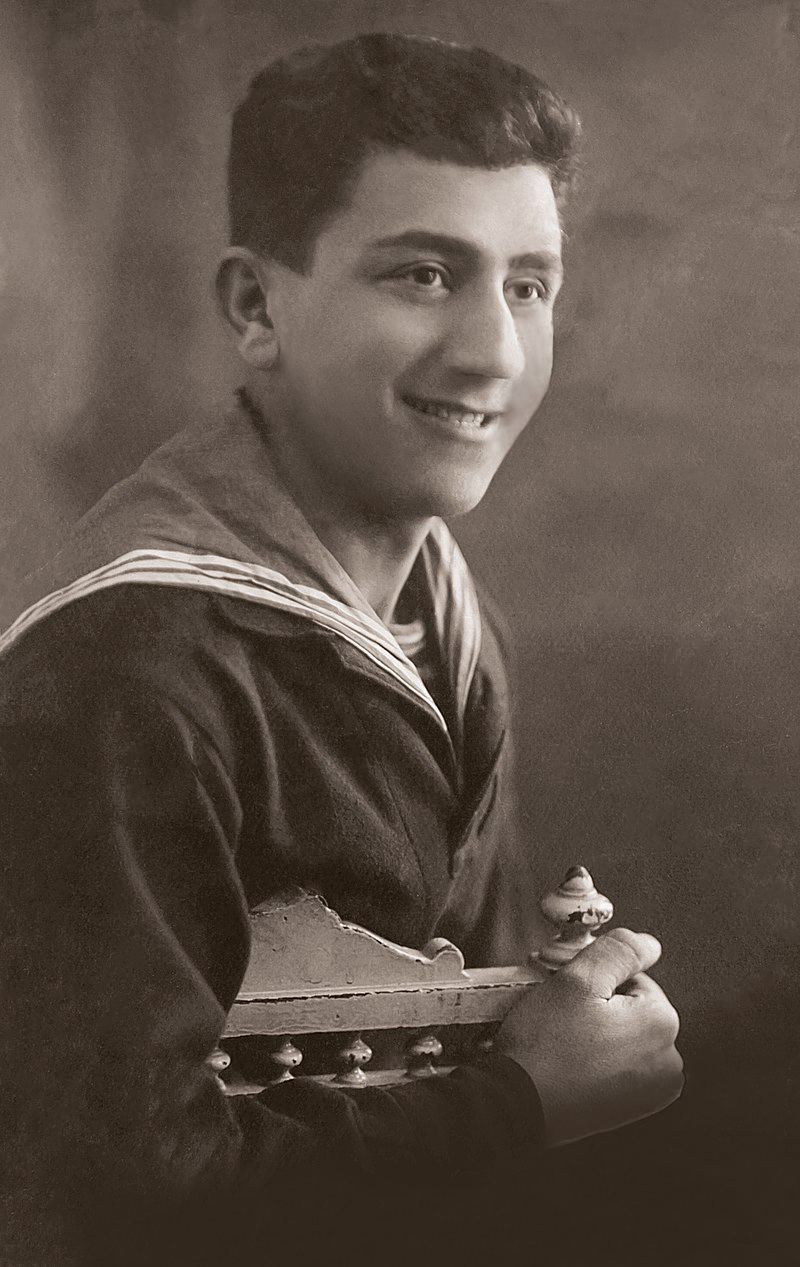
Курсант ЧВВМУ Джалил Джавадов

Родился в городе Баку 1 августа 1918 года. Родом из села Фатмаи (ныне — в Апшеронском районе). Отец, Мамедали Джавадов (1882—1946), уроженец села Фатмаи, был управляющим одной из фирм известного нефтепромышленника и мецената Мусы Нагиева. В советские годы работал в нефтяной промышленности, в 1945 году вышел на пенсию как инвалид труда 2-й группы. Мать, Гамида Джавадова (1890—1929), уроженка села Фатмаи, домохозяйка.
Джалил Джавадов в 1929 году окончил школу в селе Фатмаи, в 1935 году окончил химический факультет Индустриального техникума имени Наримана Нариманова. Потом работал один год в системе объединения «Азнефть» на должности «техник — химик». В 1936 году поступил в Московский химико-технологический институт имени Менделеева.
В 1937 году, по окончании 1-го курса института, по комсомольскому набору перешёл в Черноморское высшее военно-морское училище имени П. С. Нахимова в городе Севастополе. В марте 1941 года, окончив училище с квалификацией вахтенный командир, в звании мичмана был направлен на Дунайскую военную флотилию, где сначала проходил стажировку на мониторе «Железняков» в качестве дублёра командира боевой артиллерийской части, а позднее был назначен дублёром командира бронекатера.

## Военная деятельность

### Участие в боях на Дунае и Крыму

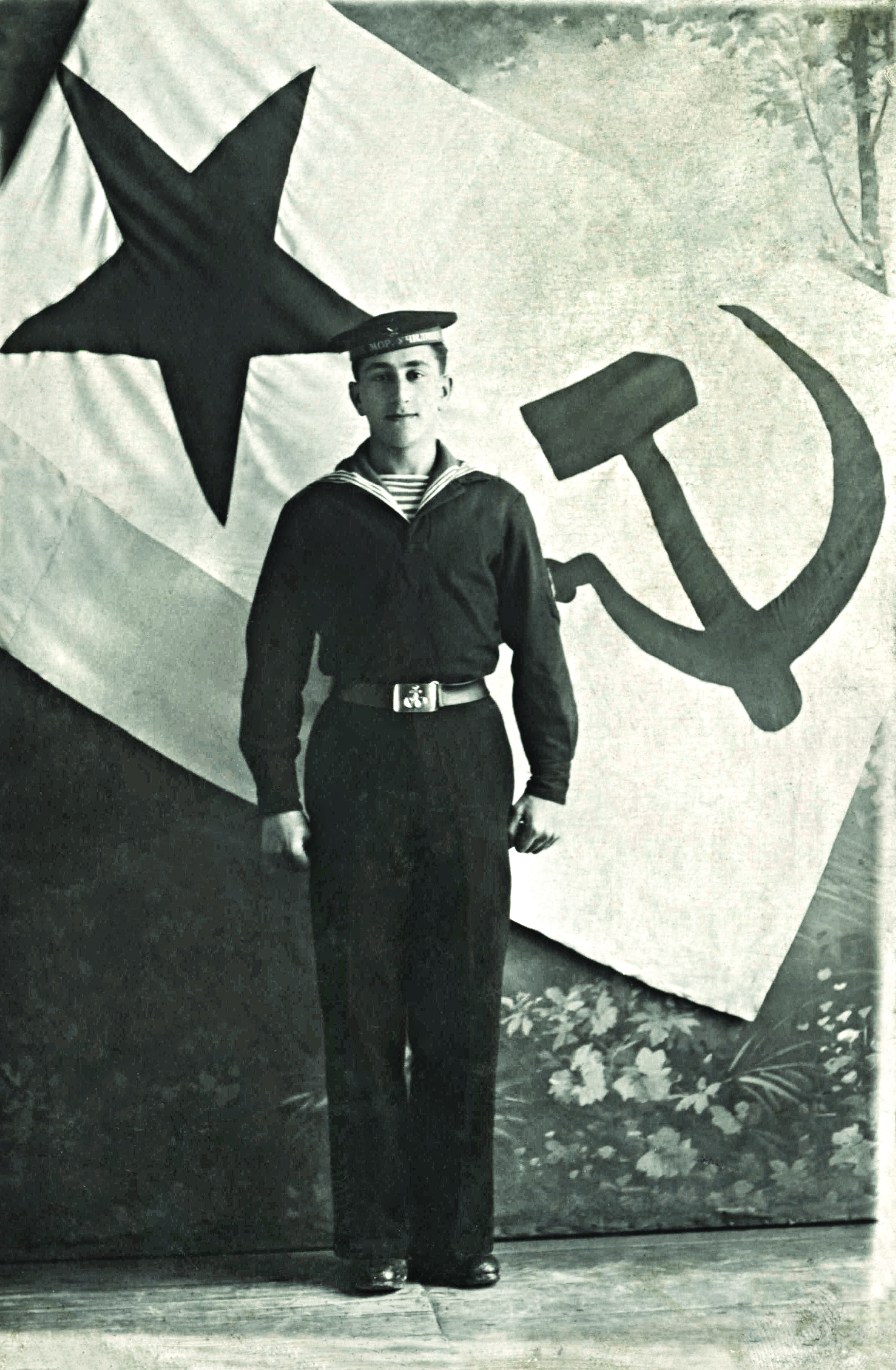
Выпускник Черноморского высшего военно-морского училища Джалил Джавадов. 1941 год

22 июня 1941 года нападением Германии на СССР началась Великая Отечественная война. Первый день войны мичман Джавадов встретил на боевом посту на своем бронекатере. 22 июня 1941 года рано утром румынские войска при поддержке немецких самолетов начали артиллерийский обстрел и авиационную бомбардировку советских пограничных городов Рени, Измаила, Килии Новой, Вилкова и главной базы ДВФ в Измаиле. 22-24 июня корабли ДВФ минировали Дунай, обстреливали правый берег Дуная, поддерживали огнем свои обороняющиеся соединения. Бронекатер мичмана Д.Джавадова активно участвовал в этих боях. Приказом Народного Комиссара Военно-Морского Флота СССР № 0962 от 24 июня 1941 года мичману Д.Джавадову было присвоено звание лейтенант.
25 июня Джавадов принял участие в высадке десанта на мыс Сатул-Ноу, 26 июня в высадке десанта и захвате города Килия-Веке (Килия Старая). При высадке десанта в Килия-Веке лейтенант Джавадов отличился: в сумерках, под обстрелом врага уничтожил наблюдательный пункт противника, корректировавший огонь артиллерии.
Бронекатер Джавадова действовал в составе Килийской группы кораблей ДВФ, принимая активное участие в боях. К 22 июля ДВФ сосредоточилась в Николаеве. Однако состояние кораблей и катеров после месяца непрерывных боев, а также после перехода речных кораблей через бурное море, было просто плачевным. Часть поврежденных кораблей, в том числе бронекатер Джавадова отремонтировать не удалось. «Свободных» боевых кораблей не было, и Джавадов согласился принять командование буксиром. В наградном листе (представление на орден Красной Звезды) этот период боевой биографии Джавадова описан так:
Являясь командиром буксира, производил эвакуацию населения и государственного имущества из устья Дуная. Под непрерывными налетами вражеской авиации подбрасывал боезапас на мониторы, обстреливавшие немцев на подступах к городу Николаеву. От обстрела и бомбежки с воздуха на буксире возникали несколько раз пожары, но благодаря умелому действию и находчивости т.Джавадова боезапас всегда спасался от огня и задания выполнялись в срок
.
12—15 августа буксир лейтенанта Джалила Джавадова принял участие в эвакуации Николаева. С 15 августа буксир Джавадова находился в Херсоне. Боевой командир под непрерывными бомбардировками самолетов и атаками подводных лодок, временами уходя от обстрелов полевой артиллерии и даже танков противника, в чрезвычайных условиях перевозил снаряды и патроны. В конце августа Джавадов принял участие в эвакуации города Херсон. Находясь в распоряжении командующего ДВФ, в сентябре 1941 года лейтенант Д.Джавадов был назначен командиром роты морской пехоты в составе морской бригады. Здесь он принял участие в боях на суше, за Кинбурнскую косу. В боях за удержание косы лейтенант Джавадов получил ранение в бедро и был в эвакуирован в Севастополь.
19 октября 1941 года лейтенант Д.Джавадов был назначен помощником командира «морского охотника» — катера МО-4 с бортовым номером 120 Охраны водного района Главной Базы Черноморского флота. Из наградного листа на Джалила Джавадова: 
«Будучи помощником командира МО-120 сопровождал транспорта с боезапасом и продовольствием в осажденный Севастополь под интенсивной бомбежкой и атаками подводных лодок противника».
МО-120 Джавадова принял участие в высадке десантов в Керченско-Феодосийской операции (26 декабря 1941 — 20 мая 1942 года), высадке десанта в Судак (6 января — 27 января 1942 года). При эвакуации защитников Севастополя в июле 1942 года лейтенанту Джавадову пришлось выполнять приказы в отрыве от своего корабля. Именно его заслугой является спасение 6-ти водолазных ботов и более 20-ти водолазов Черноморского флота, которые он вывел, когда враг уже находился в городе. 20 ноября 1942 года ДВФ была расформирована, командиры и матросы вошли в состав Черноморского флота и были эвакуированы в порты Кавказа.

### Участие в боях на Кавказском театре военных действий
Лейтенант Джалил Джавадов был назначен командиром катера-тральщика в составе 12-го дивизиона, который дислоцировался в Туапсинской военно-морской базе. Основная задача КТЩ — борьба с минами противника. Однако катер Джавадова участвовал в боях как минный заградитель, дымзавесчик, катер воздушного наблюдения, оповещения и связи и для других целей. 4 февраля 1943 года КТЩ Джавадова принял участие в высадке десанта в Южной Озерейке. Джавадов под огнем противника высадил десант, затем подошел к двум горевшим катерам и спас их экипажи. За активное участие в боевых действиях на Кавказском театре боевых действий лейтенант Джалил Джавадов был награжден медалью «За оборону Кавказа».

### Обучение в Краснознаменном Учебном отряде подводного плавания и Противолодочной обороны и участие в боях на Северном флоте

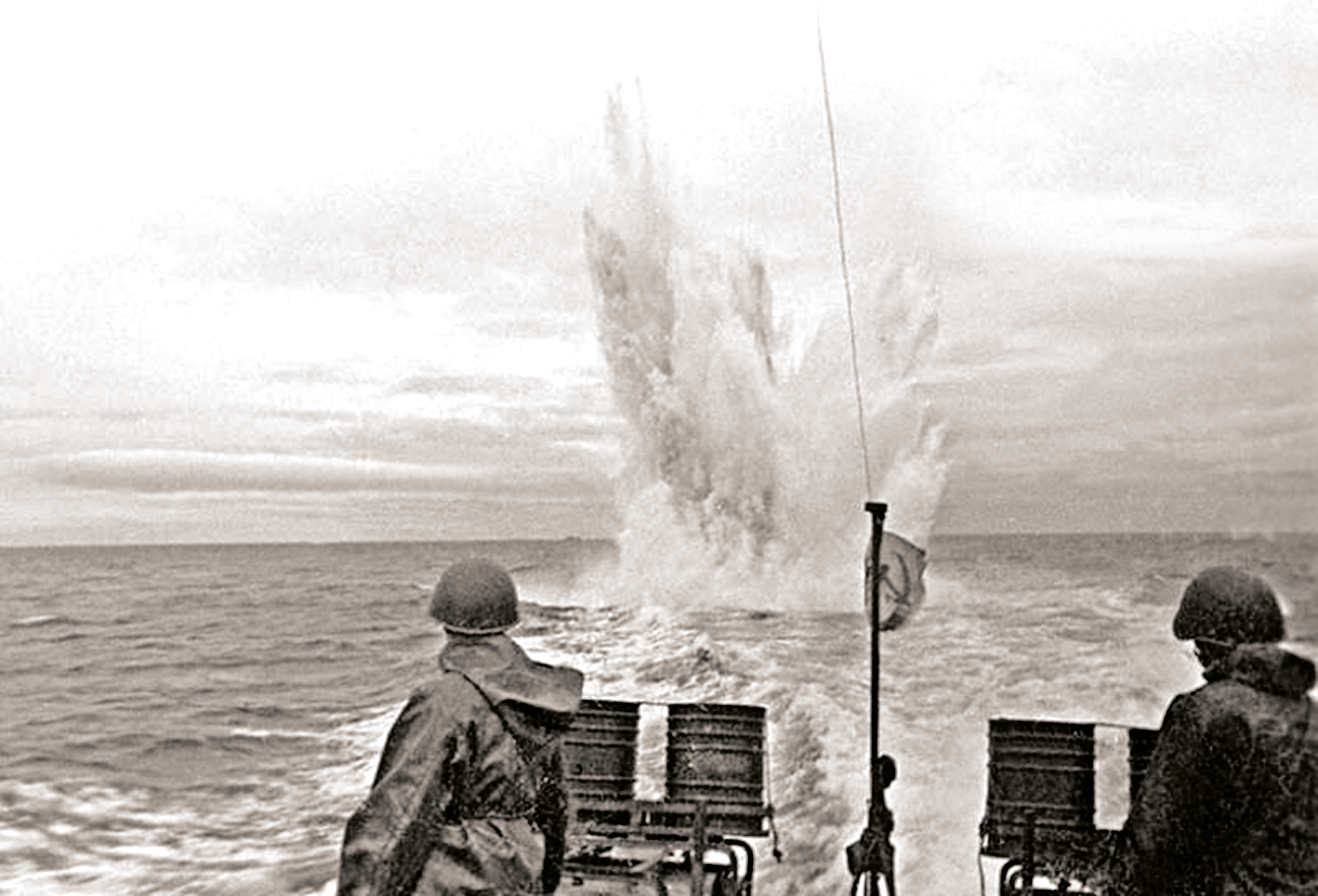
«Малый охотник» Северного флота глубинными бомбами атакует подводную лодку врага

11 февраля 1943 года приказом № 0241 Народного Комиссара Военно-Морского Флота (ВМФ) СССР Джавадов зачислен слушателем Высших специальных курсов при Краснознаменном Учебном отряде подводного плавания и Противолодочной обороны (КУОПП) имени Кирова. По окончании курсов приказом Народного Комиссара ВМФ СССР № 0400 от 4 августа 1943 года лейтенант Джалил Джавадов был назначен командиром катера «Малый охотник» на Северном флоте. Несколько месяцев катер Джавадова принимал участие в охране Соловецкой школы юнг. В конце 1943 года катер лейтенанта Джавадова вошёл в состав дивизиона катеров «малых охотников» Северного флота.
В 1944 году катер Джавадова принял участие в боевых действиях в Карском море. 16 марта 1944 года приказом Народного Комиссара ВМФ СССР № 0199 Джалилу Джавадову было присвоено звание старший лейтенант. Весной 1944 года Джавадов был принят в ряды Коммунистической партии Советского Союза. В октябре 1944 года катер МО-4 Джавадова принял участие в одной из самых удачных десантных операций советского флота — десанта в Лиинахамари. Участие старшего лейтенанта Джалила Джавадова в боях на Северном флоте было отмечено медалью «За оборону Советского Заполярья», которой он был удостоен 5 декабря 1944 года.

### Участие в боях и разминировании Дуная

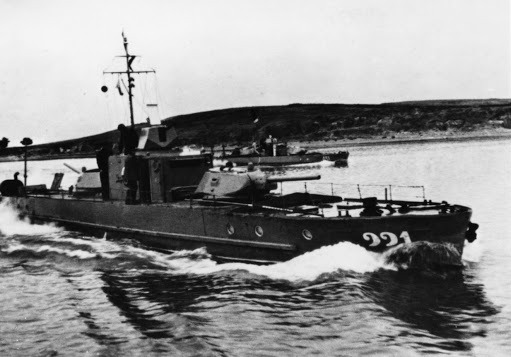
Бронекатер БК-221 командиром которого был Джалил Джавадов

В конце марта 1945 года Джавадов получил назначение на вновь созданную Дунайскую военную флотилию. Старший лейтенант Джалил Джавадов приказом Народного Комиссара ВМФ СССР № 0650 от 4 апреля 1945 года был назначен командиром бронекатера БК-221. Бронекатер Джавадова входил в 4-й отряд 3-го дивизиона 1-й бригады бронекатеров ДВФ. К началу апреля 1945 года Джавадов принял участие в освобождении города Комарно в Словакии. После овладения Комарно корабли ДВФ, прорываясь вверх по Дунаю, огнем своей артиллерии и обеспечением переправ содействовали войскам в наступлении на Братиславу. Активное участие в боях за Братиславу принимал Джалил Джавадов. На подступах к Вене Джавадов особо отличился. Он прошел на катере 20 км по реке шириной 500 м между двух берегов, занятых противником, нашел проход между обломками взорванного моста, а затем в безопасном месте высадил группу разведчиков. На обратном пути катер попал под перекрестный огонь, более половины матросов вышли из строя, начался пожар. Однако уведя катер под высокий обрывистый берег, экипаж сумел потушить огонь. Затем катер, маневрируя, сумел уклониться от прямых попаданий и, выйдя из зоны обстрела, дошел до своих позиций. Следующим утром, используя проход, найденный Джавадовым, а также разведданные высаженной им группы, корабли флотилии двинулись к Вене. Перелом в боях за Вену наступил 11 апреля 1945 года, когда группа катеров высадила десант на единственный уцелевший мост в городе и тем самым разъединила силы противника. Бронекатер Джавадова находился в группе огневой поддержки десанта, обстреливая позиции противника. В ночь на 14 апреля Вена была освобождена. Развивая наступление, советские войска окружили и разгромили немецко-фашистскую группировку войск, пытавшихся отступать из столицы Австрии на север, овладели мощными узлами сопротивления противника на левом берегу Дуная — городами Корнейбург и Флоридсдорф. Во время одного из рейдов Джавадов уничтожил немецкий сторожевой корабль, находившийся в засаде в прибрежных зарослях.
После завершения Венской операции ДВФ была поставлена новая задача: ускорить очистку от мин фарватеров Дуная от Джурджу до Вены, где было выставлено более 3300 мин, что создавало среднюю плотность заграждений до 1,6 мины на каждый километр. На боевое траление были направлены не только тральные корабли, но и бронекатера и минометные катера. Они не имели никаких приспособлений для разминирования, но, оснащенные мощными силовыми установками, использовались для буксировки тральных барж. 26 мая 1945 года во время прохода под разрушенным мостом в Тильне БК-221 стараясь избежать столкновения с миной в месте с сильным течением, выскочил на берег. Быстрые и решительные действия командира позволили эвакуироваться экипажу. Течение перевернуло бронекатер, и он затонул. Бронекатер подняли и отправили в ремонт. Проверка установила, что вины командира в случившемся не было, и он остался на должности командира бронекатера БК-221, вскоре после ремонта вступившего в строй.

### Служба на Каспии
В конце 1946 года Джавадов был переведен на Каспийскую военную флотилию на должность артиллериста дивизиона малых охотников. Приказом № 0129 Главнокомандующего Военно-Морских Сил (ВМС) СССР старший лейтенант Джалил Джавадов 18 апреля 1947 года был назначен артиллеристом 1-го отдельного отряда десантных кораблей. Приказом № 01192 Главнокомандующего ВМС СССР от 10 октября 1947 года Джавадову было присвоено звание капитан-лейтенант.

### Во главе Добровольного общества содействия флоту Азербайджанской ССР

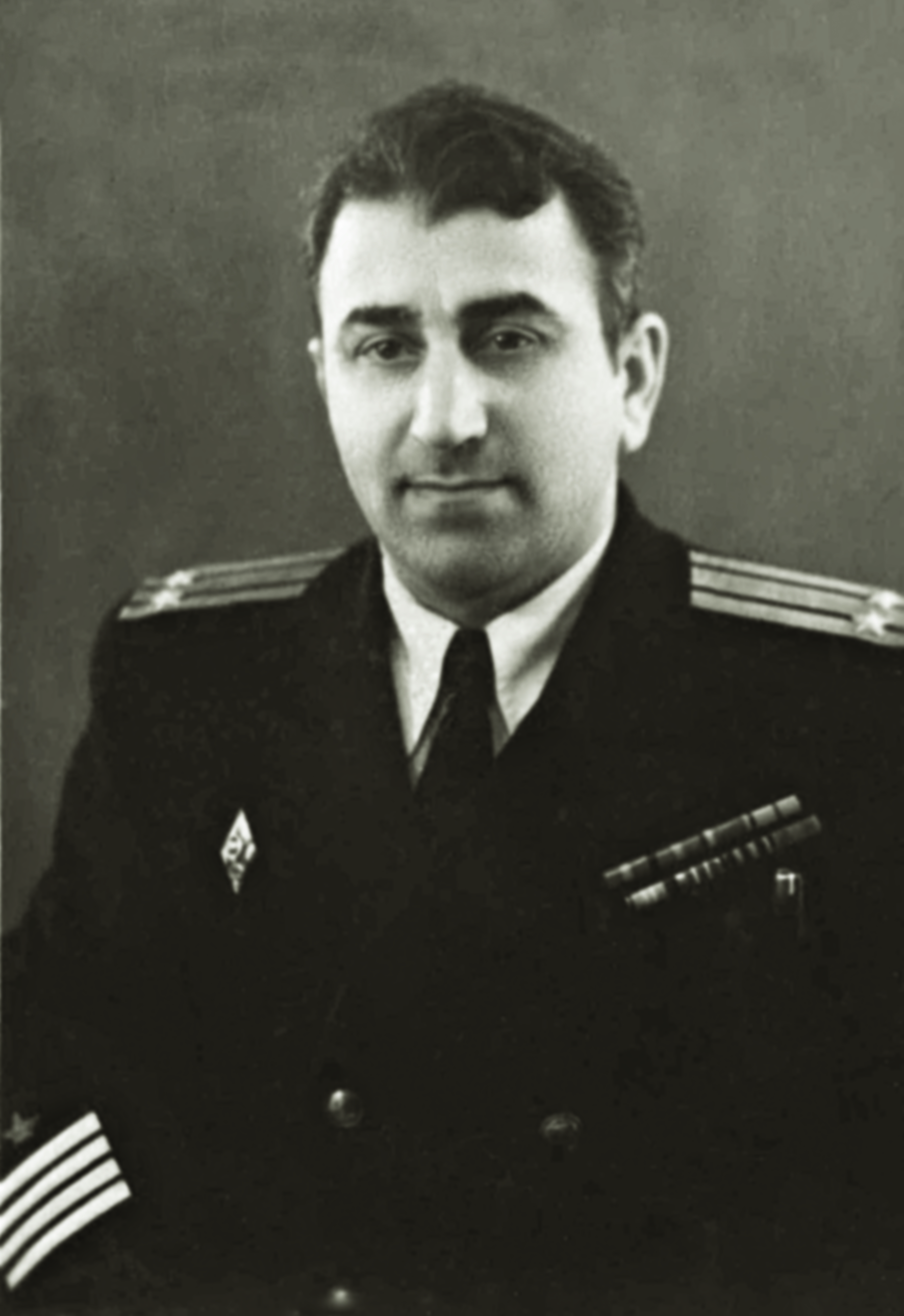
Джалил Джавадов. 1951 год

Капитан-лейтенант Джалил Джавадов приказом Главнокомандующего ВМС СССР № 0204 от 14 февраля 1949 года был «прикомандирован к Досфлоту СССР для дальнейшего прохождения службы». Приказом № 3/с от 24 февраля 1949 года по ДОСФЛОТУ СССР Джавадов был назначен заместителем председателя республиканского комитета ДОСФЛОТА Азербайджанской ССР.
Приказом по ДОСААФ № 055/ок от 31 октября 1951 года Джалил Джавадов был назначен старшим командиром-инструктором Бакинского военно-морского клуба ДОСААФ, а 1 ноября 1951 года он назначен начальником учебной части Военно-Морской учебной организации ДОСААФ.
Приказом Военно-Морского Министра СССР № 04234 от 6 ноября 1951 года Джалилу Джавадову было присвоено звание капитана 3 ранга.
Приказом № 069/ок по ДОСААФ СССР от 19 февраля 1953 года Джавадов был избран Председателем Бакинского областного комитета ДОСААФ Азербайджанской ССР. 31 мая 1953 года он был избран исполняющим обязанности заместителя Председателя республиканского комитета ДОСААФ Азербайджанской ССР.

### Во главе ДОСААФ Азербайджана
27 февраля 1954 года Первая республиканская конференция ДОСААФ Азербайджанской ССР избрала Джалила Джавадова Председателем республиканского комитета ДОСААФ Азербайджанской ССР.
К концу 1956 года напряженная работа Джавадова по становлению ДОСААФ республики дала свои положительные плоды. Только за 1956 год было подготовлено: 8620 стрелков из винтовки, 6712 автоматчиков, 2534 пулеметчика из ручного пулемета, 1900 пулеметчиков из станкового пулемета, 191 инструктор-минер, 1752 радиста, 185 артиллеристов, 141 минометчик, 1966 парашютистов, 648 парашютистов-укладчиков, 4015 матросов, 31 телефонист, 78 судовых мотористов, 278 старшин шлюпок, 15 рулевых катеров, 15 водителей скутеров, 20 морских водолазов, 22 моториста спасательных служб, обучено плаванию 400 человек. Было подготовлено 20 782 стрелка из малокалиберной винтовки. В клубах служебного собаководства работало 76 дрессировщиков, 161 собаковод-любитель, 16 общественных инструкторов, 1 эксперт служебного собаководства. В Советскую Армию и силовые ведомства было передано 50 обученных собак, еще около 500 собак находилось на обучении. Подготовлено 1728 шоферов, 1172 тракториста, 460 мотоциклистов. Бакинский авиационно-спортивный клуб подготовил 37 планеристов, 4088 авиамоделистов. Также за год проведено 30 соревнований по морскому спорту (с участием 1790 человек), подготовлено 300 инструкторов по морским специальностям и 277 спортсменов-разрядников. За 1956 год построено более 200 моделей кораблей, из них 65 приняли участие на республиканских соревнованиях.
В марте 1956 года Джалилу Джавадову было присвоено воинское звание капитана 2 ранга.
В конце 50-х годов XX века Джавадов сделал ставку на качественный рост подготавливаемых специалистов: ДОСААФ Азербайджана увеличило подготовку в своих рядах спортсменов-разрядников с целью выхода на общесоюзные и международные соревнования, при этом не допуская уменьшения членов — резервистов армии. Начало 60-х годов XX века знаменовалось резким увеличением масштабов мероприятий, проводимых ДОСААФ Азербайджана. Среди мероприятий крупного масштаба следует отметить следующие:
1. тактические учения в масштабе отделения, взвода, роты, батальона
2. снайперские соревнования
3. соревнования по противовоздушной обороне
4. состязания служебных собак
5. соревнования по фигурному вождению мотоциклов и автомашин

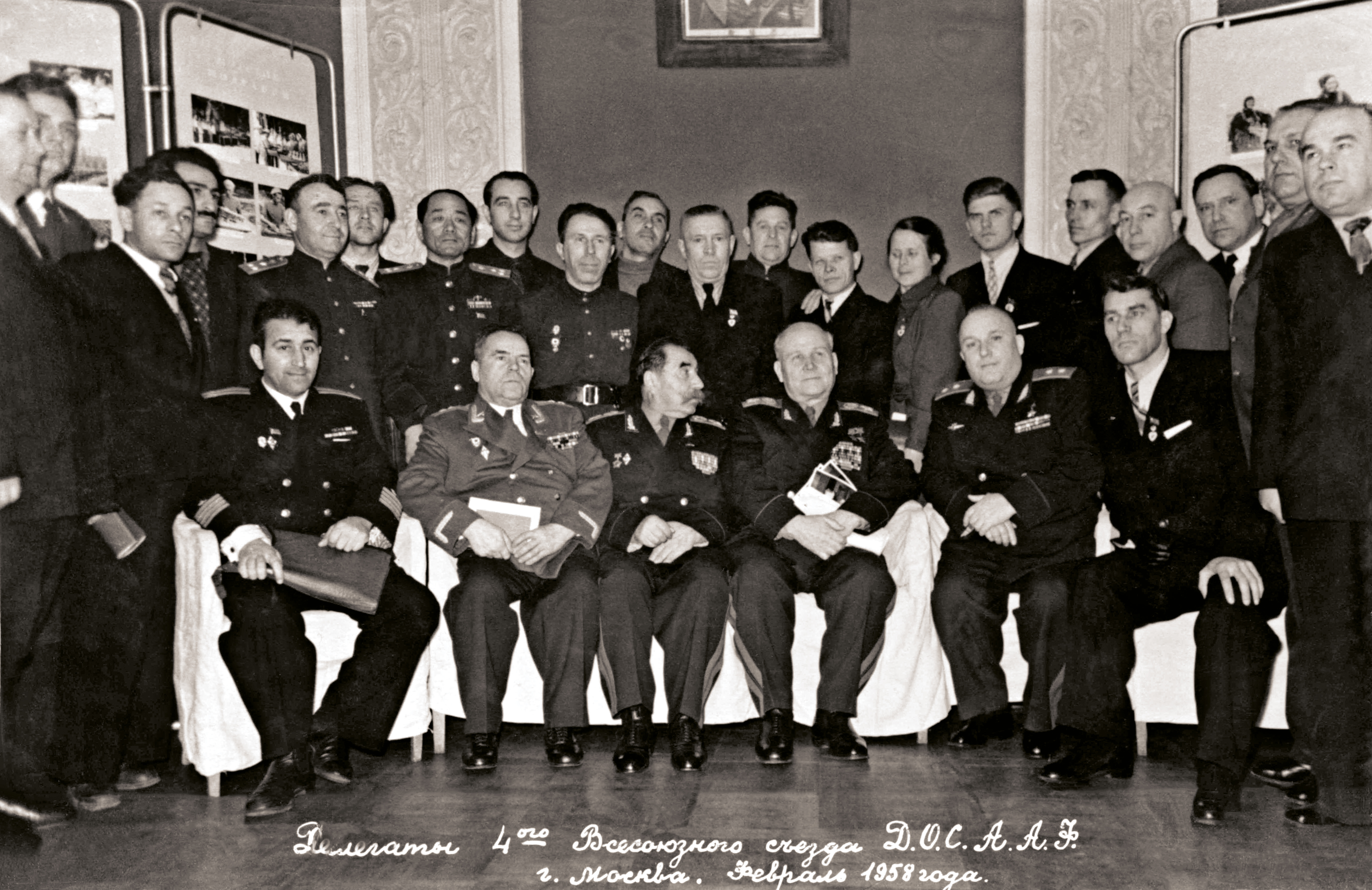
Делегаты 4-го Всесоюзного Съеда ДОСААФ. Москва. 1958 год

В 1961 году Джалил Джавадов был удостоен очередного воинского звания капитан 1 ранга.
В 60-х годах стали проводиться коллективные авто- и мотопробеги по маршрутам Баку-Ленкорань-Баку и Баку-Агстафа-Баку. Морские клубы проводили шлюпочные походы по маршруту Баку-Дербент-Баку, походы на яхтах по маршруту Баку — Астрахань — Баку. При Бакинском Дворце пионеров был создан радиотехнический кабинет, были созданы новые отдельные радиокружки. Сборные команды Азербайджанской ССР принимали участие в общесоюзных соревнованиях по приему и передаче радиограмм, соревнованиях коротковолновиков, соревнованиях ультракоротковолновиков, многоборьях радистов и даже соревнованиях «охота на „лис“». В 1969 году был создан Бакинский радиоклуб, оснащенный более современной техникой и расширивший свою деятельность и выведший связи азербайджанских радиолюбителей на международную арену. Серьёзные усилия и капиталы были вложены в развитие подводного спорта.
В 1959 году Джалил Джавадов был избран депутатом Верховного Совета Азербайджанской ССР от Хиллинского избирательного округа 5-го созыва. В 1959—1963 годах он избирался кандидатом в члены Центрального Комитета (ЦК) КП Азербайджана. В 1962—1971-м годах Джавадов избирался членом Президиума ДОСААФ СССР, на VI съезде Всесоюзного ДОСААФ в 1967 году Джавадов был избран членом ЦК Всесоюзного ДОСААФ.
Структурные единицы ДОСААФ Азербайджана стали занимать первые места на соревнованиях различного уровня. В 1967 и 1968 годах Бакинский автомотоклуб ДОСААФ Азербайджана был награжден переходящим Красным Знаменем Военного Совета Краснознаменного Закавказского военного округа. В 1968 году ДОСААФ Азербайджана за лучшую подготовку специалистов для вооруженных сил страны было присуждено переходящее Красное Знамя ЦК ДОСААФ СССР.
19 февраля 1968 года Постановлением Совета Министров СССР № 110 Джалилу Джавадову было присвоено воинское звание контр-адмирал.
В начале 1970 года ДОСААФ Азербайджана поставила своеобразный рекорд — стала самой массовой общественной организацией республики. Численность членов ДОСААФ республики перевалила за миллион.
Приказом Министра обороны СССР маршала Советского Союза А.Гречко № 49 от 11 апреля 1970 года «за отличные показатели в боевой и политической подготовке, высокие результаты в руководстве войсками и поддержании их боевой готовности, а также активную общественную деятельность от имени Президиума Верховного Совета СССР» контр-адмирал Джалил Джавадов был награжден медалью «За воинскую доблесть».
7 февраля 1971 года контр-адмирал Джалил Джавадов ушел с поста председателя ДОСААФ Азербайджана по состоянию здоровья.
Контр-адмирал Джалил Джавадов скончался 6 февраля 1980 года. Краснознаменная Каспийская Флотилия проводила первого адмирала республики с воинскими почестями: церемонией прощания в Доме офицеров, почётным караулом у гроба, прохождением роты почётного эскорта, салютом тремя залпами над могилой.

## Семья
19 июля 1948 года Джалил Джавадов женился на Гюльсум Азад кызы Багирбековой.
Дети:
- Гамида — (1950 года рождения, педагог музыки)
- Фарида — (1953 года рождения, майор)
- Джамиля — (1963 года рождения, доктор музыкальных наук, профессор)
- Азада — (1964 года рождения, государственный служащий)

## Воинские звания
- Мичман — 18 марта 1941 года
- Лейтенант — 24 июня 1941 года
- Старший лейтенант — 16 марта 1944 года
- Капитан-лейтенант — 10 октября 1947 года
- Капитан 3-го ранга — 6 ноября 1951 года
- Капитан 2-го ранга — 24 марта 1956 года
- Капитан 1-го ранга — 29 сентября 1961 года
- Контр-адмирал — 19 февраля 1968 года

## Награды

### Боевые
- Два ордена «Красной звезды»
- Медаль «За боевые заслуги»
- Медаль «За оборону Севастополя»
- Медаль «За оборону Кавказа»
- Медаль «За оборону Советского Заполярья»
- Медаль «За победу над Германией в Великой Отечественной войне 1941—1945 гг.»

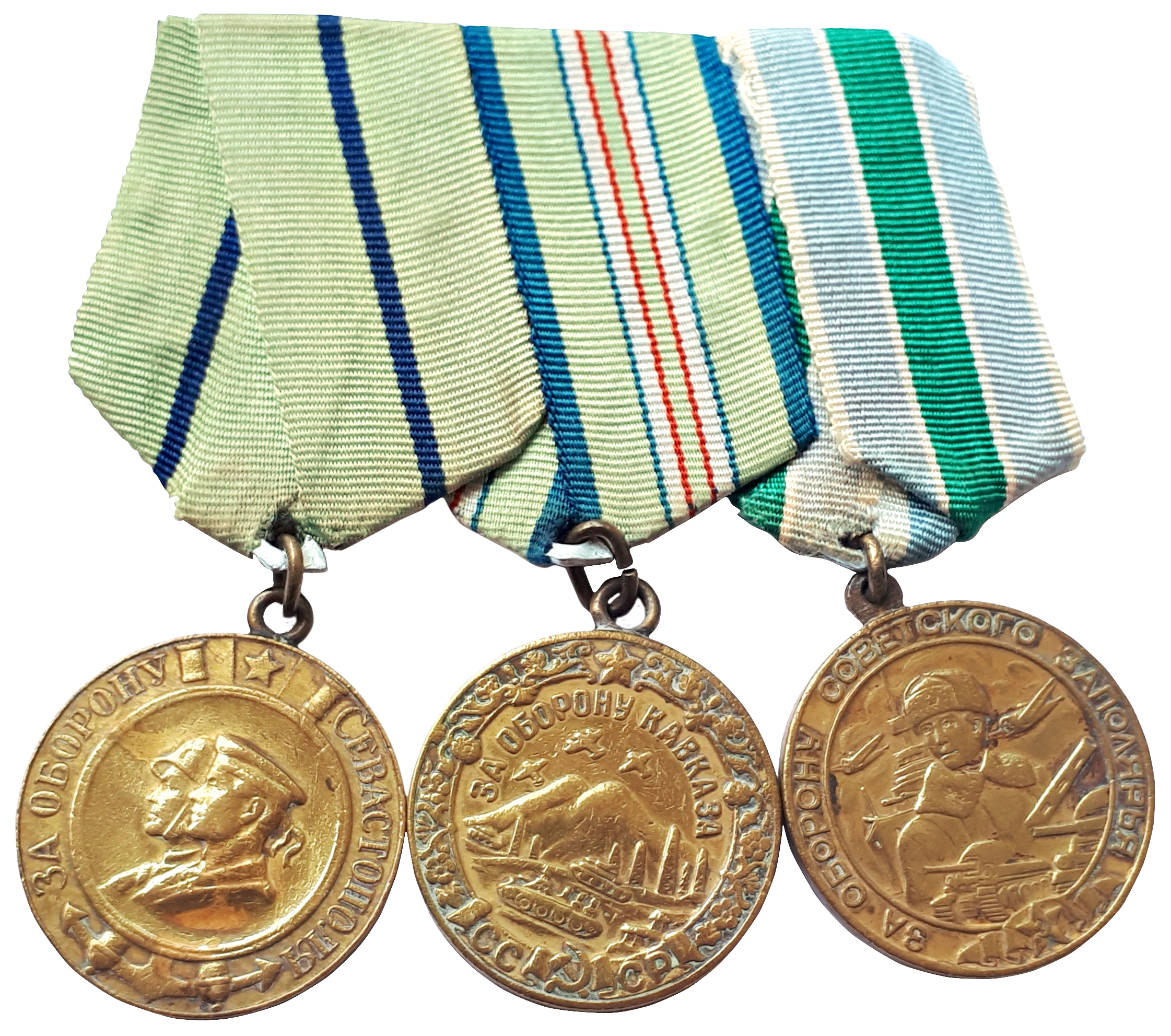
Медали Джалила Джавадова

- Медаль «За доблестный труд в Великой Отечественной войне 1941—1945 гг.»
- Медаль «30 лет Советской Армии и Флоту»

### За службу в ДОСААФ
- Медаль «За воинскую доблесть»
- Юбилейная медаль «Двадцать лет Победы в Великой Отечественной войне 1941—1945 гг.»
- Медаль «Ветеран Вооруженных сил СССР»
- Медаль «Ветеран труда»
- «Почетный Знак ДОСААФ СССР»
- Нагрудный знак «За активную работу»
- Нагрудный знак «Отличник МПВО»
- Два памятных почетных знака ДОСААФ СССР
- Юбилейная медаль «80-летие ДОСААФ» (медаль вручена семье)
- Юбилейная медаль «60 лет Победы в Великой Отечественной войне 1941—1945 гг.» (медаль вручена семье)

## Память

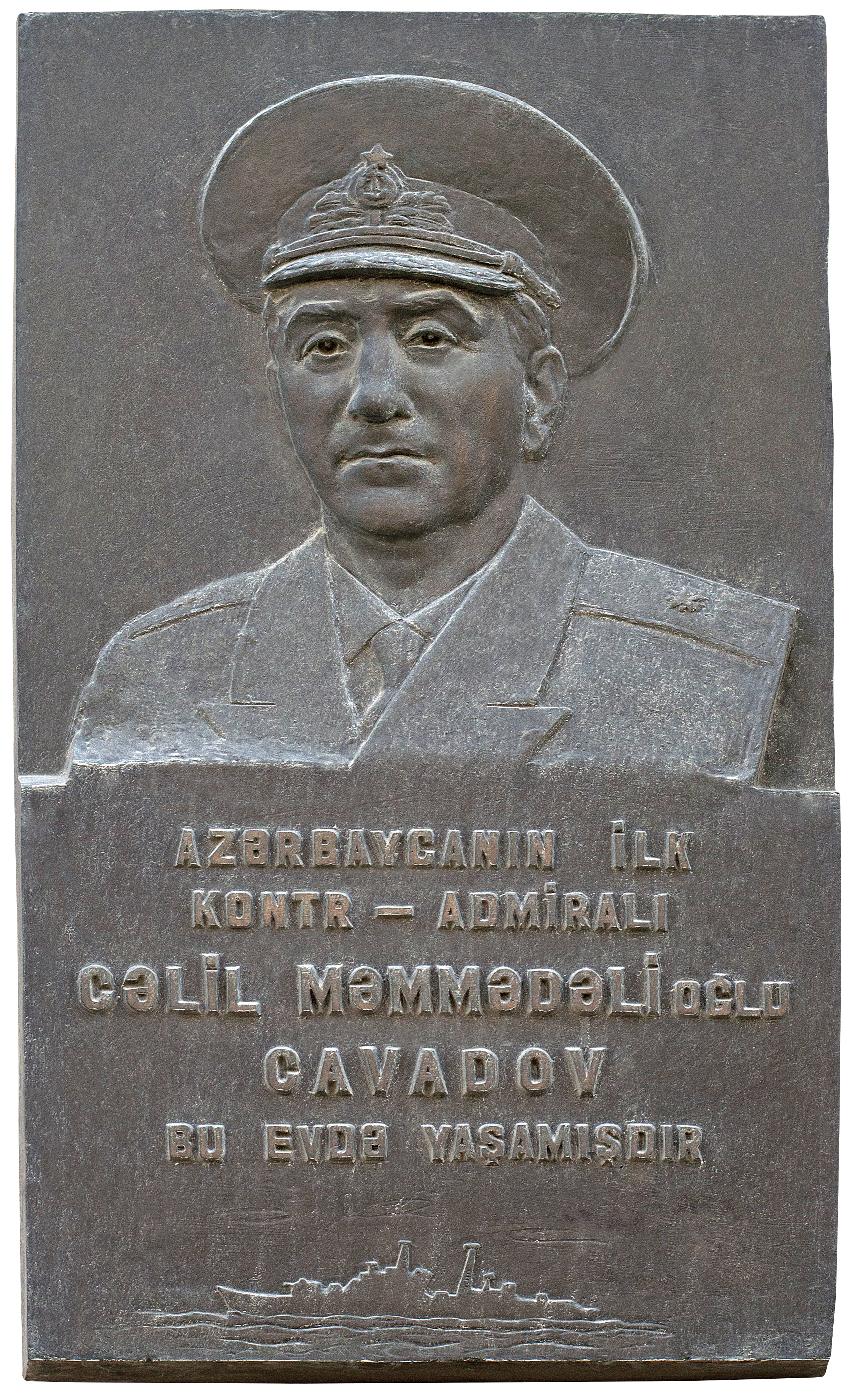
Мемориальная доска

Постановлением Кабинета Министров Азербайджанской ССР № 74 от 10 февраля 1992 года в Баку на доме, в котором проживал первый контр-адмирал Азербайджана Джалил Джавадов, рекомендовано установить мемориальную доску. Постановление было исполнено в 1997 году, на доме по адресу Зарифа Алиева, 24 установлена мемориальная доска.
Постановлением Кабинета Министров Азербайджанской Республики № 73 от 9 февраля 1993 года Бакинской Образцовой Морской Школе ДОСААФ Азербайджана было присвоено имя контр-адмирала Джалила Мамедали оглы Джавадова.
9 мая 1995 года имя контр-адмирала Джалила Джавадова было занесено в Книгу Почета ветеранов-каспийцев.
В 2018 году каналом CBC был снят фильм «Легенда флота», посвященный 100-летнему юбилею Джалила Джавадова.

### На азербайджанском языке
- Əhmədov S. Admiral Cəlil Cavadov: həyatı və döyüş yolu. // Bakı, 2018.
- Cavadov Cəlil Məmmədəli oğlu // "Azərbaycan Sovet Ensiklopediyası, c.X. Bakı, 1987, s.391
- Cəlil Məmmədəli oğlu Cavadov // «Bakının səsi» qəzeti, 20-26 aprel 1997
- Əliyev Z. Onun mənəvi haqqı, bizim vətəndaşlıq borcumuz // «Səhər» qəzeti, 13 iyul 1991
- Nəzirli Ş. Qəhrəmanların sorağında // «Bakı» qəzeti, 7 aprel 1987
- Susqun ömrün qaynar xatirələri. Müəllif Təranə// «Kaspi» qəzeti, 13-14 fevral 2001
- Yasinzadə Ə. Kontr-admiral Cavadov // «Yurddaş» qəzeti, 13 yun 1991
- Həsənov A. Admiral doğma kəndində // «Abşeron» qəzeti, 26 aprel 1975
- Qritçenko A. Mərd və mətanətli adam // «Azərbaycan ordusu» qəzeti, 9 avqust 1996

### На русском языке
- Ахмедов, Сабухи. Первый адмирал Азербайджана (неопр.) // İRS — Международный Азербайджанский журнал. — Баку, 2018. — № 95. — ISSN 1992-4828.
- Бирюзов С. С. Советский солдат на балканах. — Москва, 1963
- Военный путь Советского Военно-Морского флота. — Москва, 1974
- Быть полезными Родине // «Радио», 1964, № 4
- В борьбе против нацизма мы были вместе. Каталог выставки. Центральный Музей Великой Отечественной войны 1941—1945 гг. — Москва, 2015
- Великая Отечественная. День за Днём. // Морской сборник, 1994, № 8
- Вьюненко Н. П., Мординов Р. Н. Военные флотилии в Великой Отечественной войне. — Москва, 1957
- Генералы Азербайджана. Каталог. Музей истории Азербайджана. — Баку, 2005
- Головко А. Г. Вместе с флотом. — Москва, 1984
- Гритченко А. Через всю войну // «Xəzərin keşiyində» qəzeti, 29 yanvar, 5, 12, 19, 26 fevral, 5, 12 mart 1994
- Ермаш Л. Л., Бирюк В. С. Малые охотники типа МО-IV. Москва, 1999
- Иванов В. Б. ЧВВМУ им. П. С. Нахимова. История. Люди. События. Энциклопедическое издание // ivb.com.ua
- Имени героя. Бакинский радиоклуб имени Ази Асланова // журнал «Радио» 1985 г., № 1
- Кирин И. Д. Черноморский флот в битве за Кавказ. — Москва, 1958
- Козлов И. А., Шломин В. С. Краснознаменный Северный флот. — Москва, 1983
- Колесников Г. А., Рожков А. М. Ордена и медали СССР. — Минск, 1986
- Корабли и суда ВМФ СССР 1925—1945. Справочник /Бережный С. С./ — Москва, 1988
- Краснознаменная Каспийская флотилия: Знаменательные даты, события, документы, цифры, факты: Пособие для пропагандистов и агитаторов. Под руков. А. А. Гритченко. — Баку, 1990.
- Краткий очерк истории боев и деятельности 6-го Краснознамённого Керченского дивизиона морских охотников Черноморского флота в период Великой Отечественной войны 1941—1945 гг. — Одесса, 1989.
- Кузнецов Н. Г. Курсом к победе. — Москва, 1975
- Кузнецов Н. Г. На флотах боевая тревога. — Москва, 1971
- Локтионов И. И. Дунайская флотилия в Великой Отечественной войне (1941—1945 гг.). — Москва, 1962
- Мужество старших — пример молодым. — Баку, 1974
- Огарков Н. В. Керченско-Венская бригада речных кораблей // Советская военная энциклопедия — Москва, 1977. т.4. с. 144—145
- Самедов А. Первый адмирал Азербайджана // газета «Гюнай», 13 июля 2002
- Свет для потомков // «Вышка», 27 февраля 1985
- Северный флот // Великая Отечественная война 1941—1945: Энциклопедия / Под ред. М.Козлова. — М., 1985.
- Синенко В. И. Операция «Килия-Веке». — Москва, 1975.
- Скляров Ю. Его моральное право, наш гражданский долг // Каспиец: газета. — 1991. — 15 августа.
- Фокеев К. Ф. Десант в Линахамари. — Москва, 1968
- Широкорад А. Поход на Вену. — Москва, 2005